# Thabiso Moqhali
Thabiso Moqhali (né le 7 décembre 1967) est un athlète lésothien, spécialiste des courses de fond.

## Biographie
Il remporte la médaille d'or du marathon lors des Jeux du Commonwealth de 1998, à Kuala Lumpur, dans le temps de 2 h 19 min 15 s.
Il participe à deux marathons olympiques, se classant 33e en 1992 à Barcelone, et 16e en 2000 à Sydney.
Il remporte le Marathon de Belgrade en 2000.

## Palmarès
| Date | Compétition           | Lieu         | Résultat | Épreuve  | Marque          |
| ---- | --------------------- | ------------ | -------- | -------- | --------------- |
| 1986 | Jeux du Commonwealth  | Édimbourg    | 14e      | 5 000 m  | 14 min 48 s 91  |
| 1990 | Jeux du Commonwealth  | Auckland     | 10e      | Marathon | 2 h 17 min 33 s |
| 1992 | Jeux olympiques       | Barcelone    | 33e      | Marathon | 2 h 19 min 28 s |
| 1998 | Jeux du Commonwealth  | Kuala Lumpur | 1er      | Marathon | 2 h 19 min 15 s |
| 2000 | Jeux olympiques       | Sydney       | 16e      | Marathon | 2 h 16 min 43 s |
| 2001 | Championnats du monde | Edmonton     | 30e      | Marathon | 2 h 25 min 44 s |

## Records
| Épreuve  | Performance     | Lieu    | Date          |
| -------- | --------------- | ------- | ------------- |
| Marathon | 2 h 10 min 55 s | Londres | 12 avril 1992 |